# Zwergpottwal
Der Zwergpottwal (Kogia breviceps) ist eine Walart aus der Familie der Zwergpottwale (Kogiidae). Sein nächster Verwandter ist der Kleine Pottwal.

## Beschreibung
Zwergpottwale erreichen eine Länge von bis zu 3,3 Metern und ein Gewicht von bis zu 400 Kilogramm; sie sind damit etwas größer als die Kleinen Pottwale. Darüber hinaus lassen sie sich an den kleineren Finnen von diesen unterscheiden. 
Der Kopf macht bei ihnen maximal 15 Prozent der Körperlänge aus, die Schnauzenregion ist groß und leicht aufgewölbt, auf ihr liegt wie bei den anderen Pottwalen das Walratorgan. Während die Schnauze bei den Jungtieren im Profil noch relativ spitz ausgebildet ist, wird sie bei ausgewachsenen Tieren zunehmend kantiger bis rechteckig. Das enge Maul ist unterständig. Im Unterkiefer haben sie zwischen 20 und 32 gebogene und sehr scharfe Zähne, während der Oberkiefer zahnlos ist. 
Ihre Haut ist an der Oberseite blaugrau gefärbt, während die Unterseite heller, fast rosa gefärbt ist. Wie bei allen Pottwalen ist das Blasloch auf die linke Seite verschoben. Ein heller Streifen zieht sich auf jeder Seite von den Augen zu den kurzen, breiten Flippern, die konvex gebogen sind. Die breiten Flukenteile laufen zum Ende spitz aus.

## Verbreitung

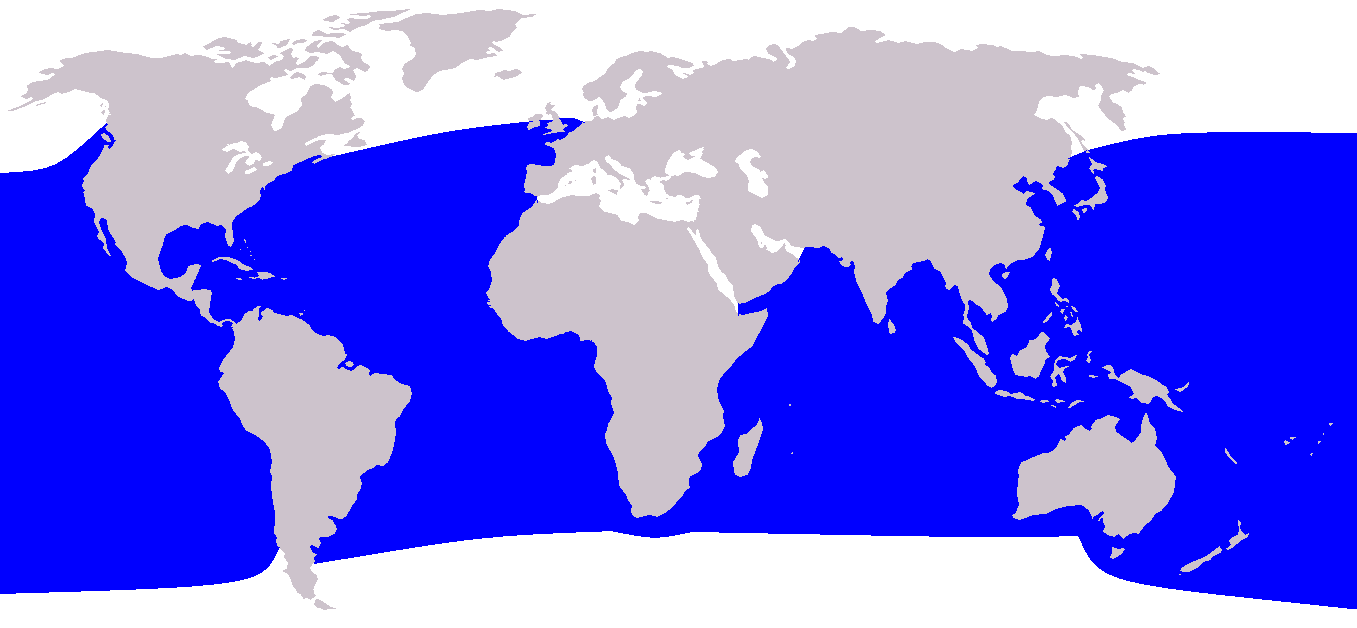
Verbreitungskarte

Zwergpottwale leben weltweit in tropischen und gemäßigten Ozeanen. Sie leben vorwiegend in tiefen Gewässern und kommen selten in die Nähe der Küsten. Möglicherweise wandern sie in den Sommermonaten in kühlere Meeresregionen, um im Winter in die Tropen zurückzukehren. Sichtungen oder Strandungen gibt es beispielsweise im Atlantik (mit Irland beziehungsweise Neuschottland als nördlichsten Punkten), im Indischen Ozean und im Pazifik (nördlich bis zur Höhe von Japan beziehungsweise Südkanada).
Die meisten Informationen über die Verbreitung der Zwergpottwale stammen von Funden gestrandeter Exemplare. Besonders an der südöstlichen Küste der Vereinigten Staaten handelt es sich bei dieser Art um die Tiere mit der zweithöchsten Anzahl an Strandungen, auch vor der Küste Südafrikas werden sie häufig gefunden.

## Lebensweise
Da Zwergpottwale selten im Meer beobachtet werden und das meiste Wissen von Untersuchungen gestrandeter Tiere stammt, weiß man über ihre Lebensweise relativ wenig. Sie bewegen sich unauffällig und kommen zur Wasseroberfläche, ohne viel zu spritzen und ohne viel Blas. Manchmal sieht man sie auch bewegungslos im Wasser treiben. Ähnlich unspektakulär ist ihr Untertauchen: Sie verschwinden einfach im Wasser. 
Diese Wale leben entweder allein oder in kleinen Gruppen von drei bis sechs Tieren, ihre Nahrung besteht vorwiegend aus Tintenfischen und Krebstieren. Vermutlich sind sie ausgezeichnete Taucher, die ihre Nahrung in Tiefen von 200 bis zu 1200 Metern fangen.

## Fortpflanzung und Entwicklung
Über die Fortpflanzung der Zwergpottwale ist nur sehr wenig bekannt. Aufgrund gestrandeter Tiere nimmt man an, dass die Geschlechtsreife bei Körperlängen von 2,7 bis 2,8 Metern erreicht wird. Die Tragzeit beträgt etwa elf Monate und die Jungtiere werden mit einer Körperlänge von 1,20 Metern geboren. Die Stillzeit dauert wahrscheinlich mindestens ein Jahr, die Weibchen können allerdings auch während dieser Zeit wieder trächtig werden.

## Bedrohung
Ein besonderes Merkmal bei Zwergpottwalen und Kleinen Pottwalen ist, dass sie, ähnlich wie Tintenfische, bei Fluchtsituationen ein rotbraunes Sekret absondern. Dieses kommt aus einem im Darmtrakt liegenden Hohlorgan, das bis zu 12-Liter Volumen fasst.
Der Weltbestand der Zwergpottwale ist unbekannt. Ihr IUCN-Status lautet „ungenügende Datengrundlage“.
Zwergpottwale wurden nie in großem Ausmaß bejagt, in kleinem Ausmaß werden sie manchmal von Walfängern Japans und Indonesiens gejagt. Weitere Bedrohungen dürften die Verschmutzung der Meere (es wurden gestrandete Exemplare mit Plastiksäcken im Bauch gefunden) und die Gefahr des Verfangens in Fischernetzen sein, vor allem in Stellnetzen, wie sie etwa vor der Küste Sri Lankas eingesetzt werden. 

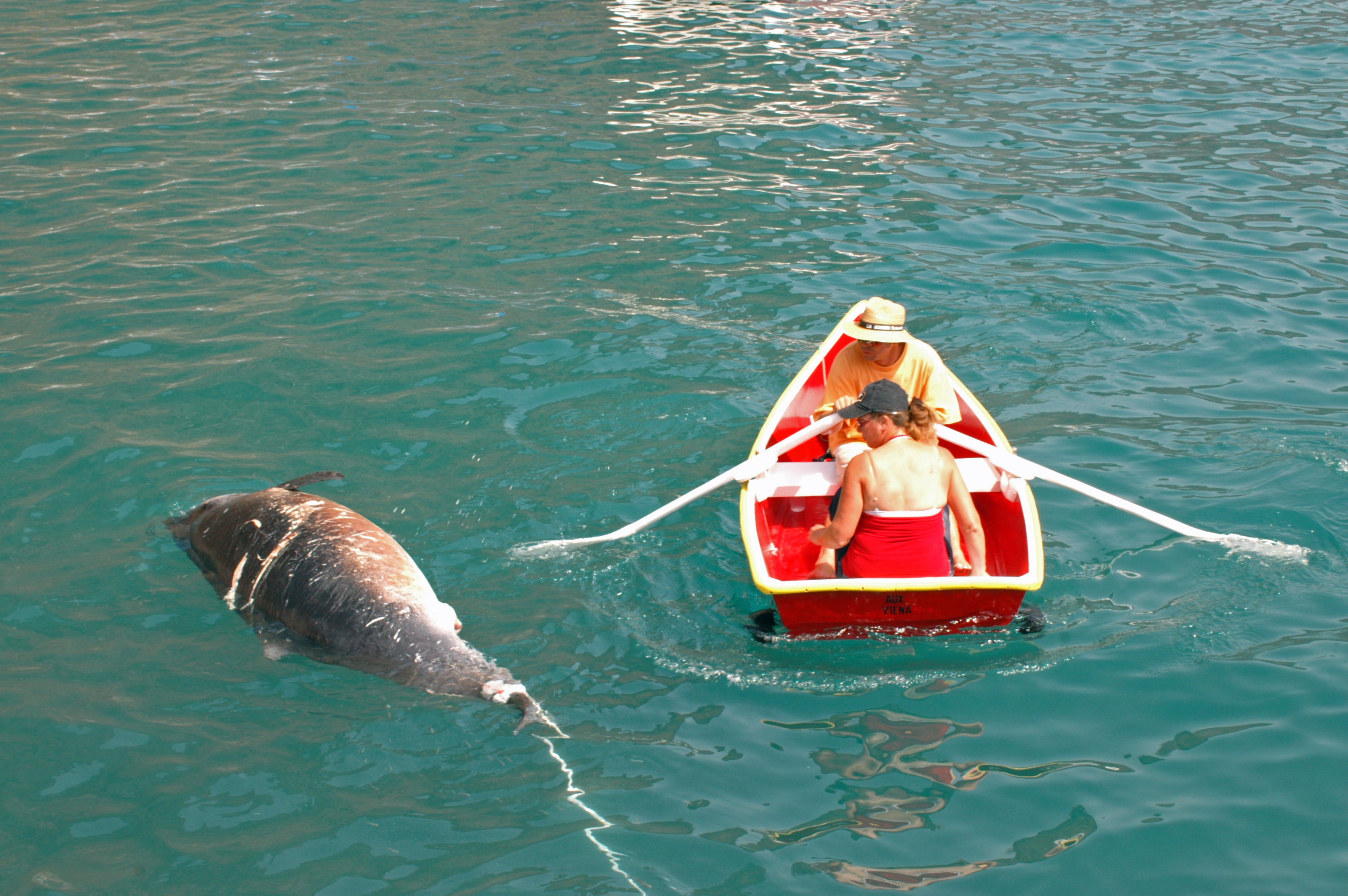
Ein toter Zwergpottwal wird auf La Gomera (Kanaren) in den Hafen gezogen.
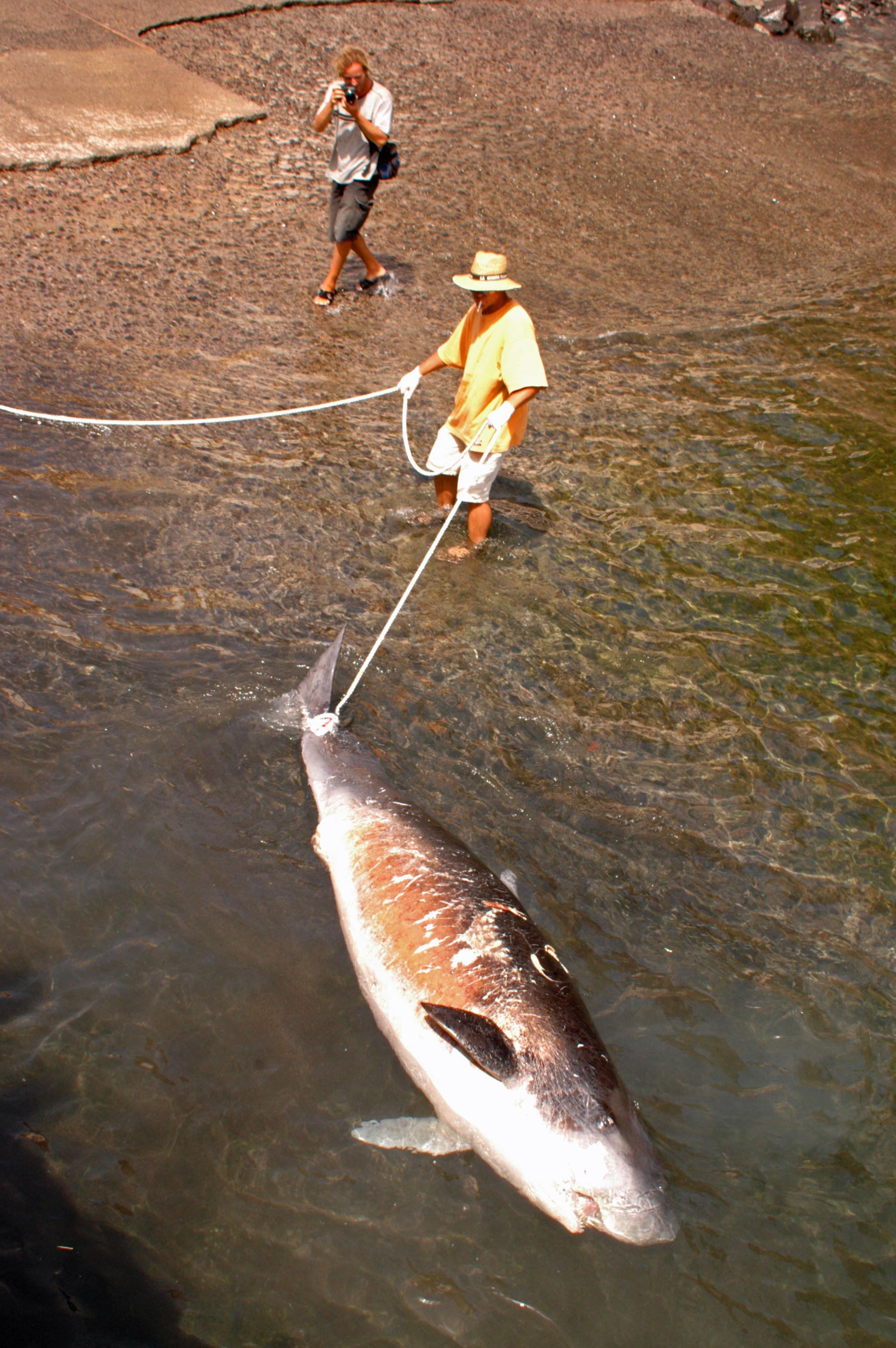
Die (nicht tödlichen) Verletzungen an seiner Haut stammen von einer Schiffsschraube.
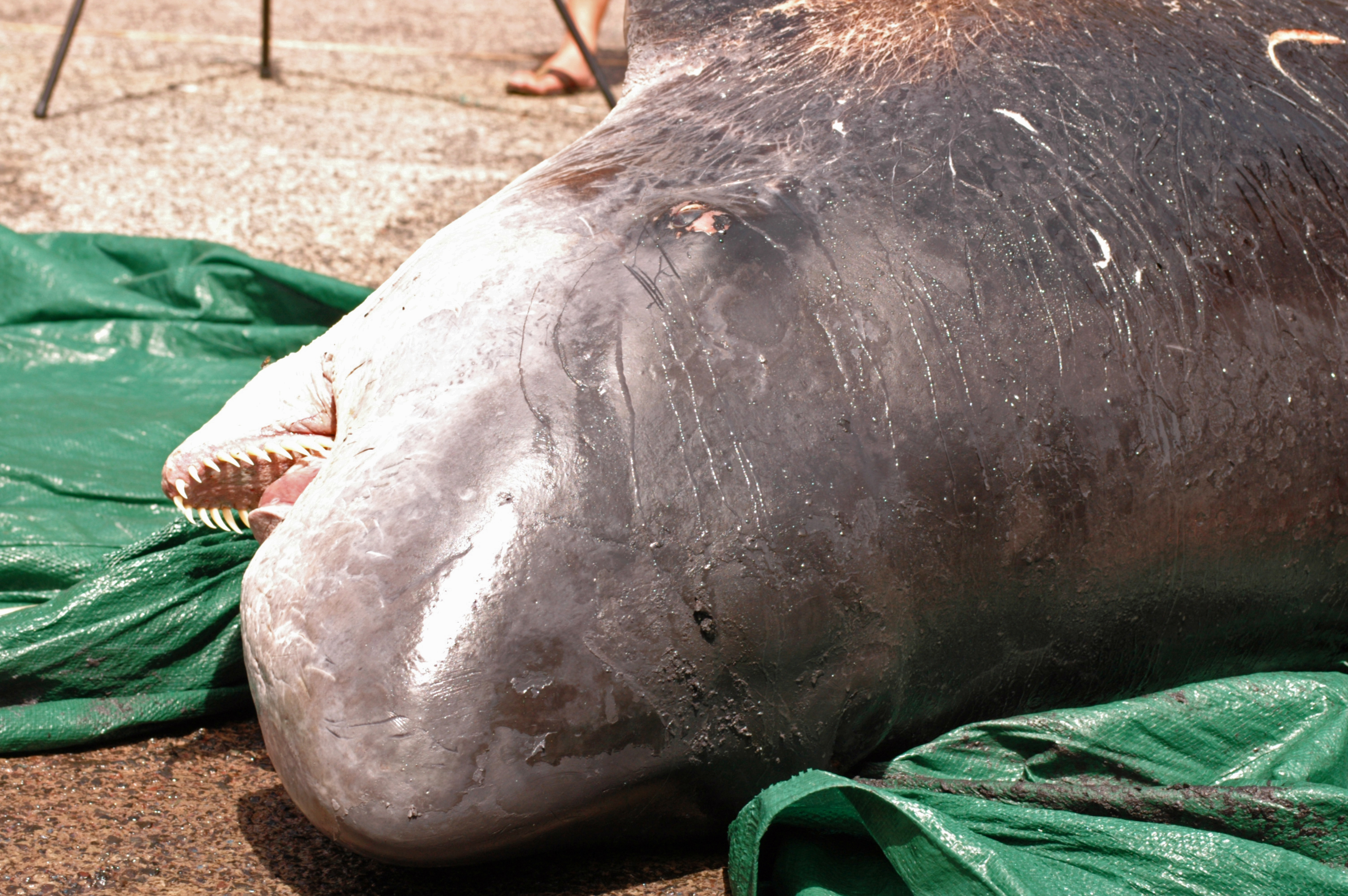
Biologen haben ihn später obduziert, aber die Todesursache nicht klären können.
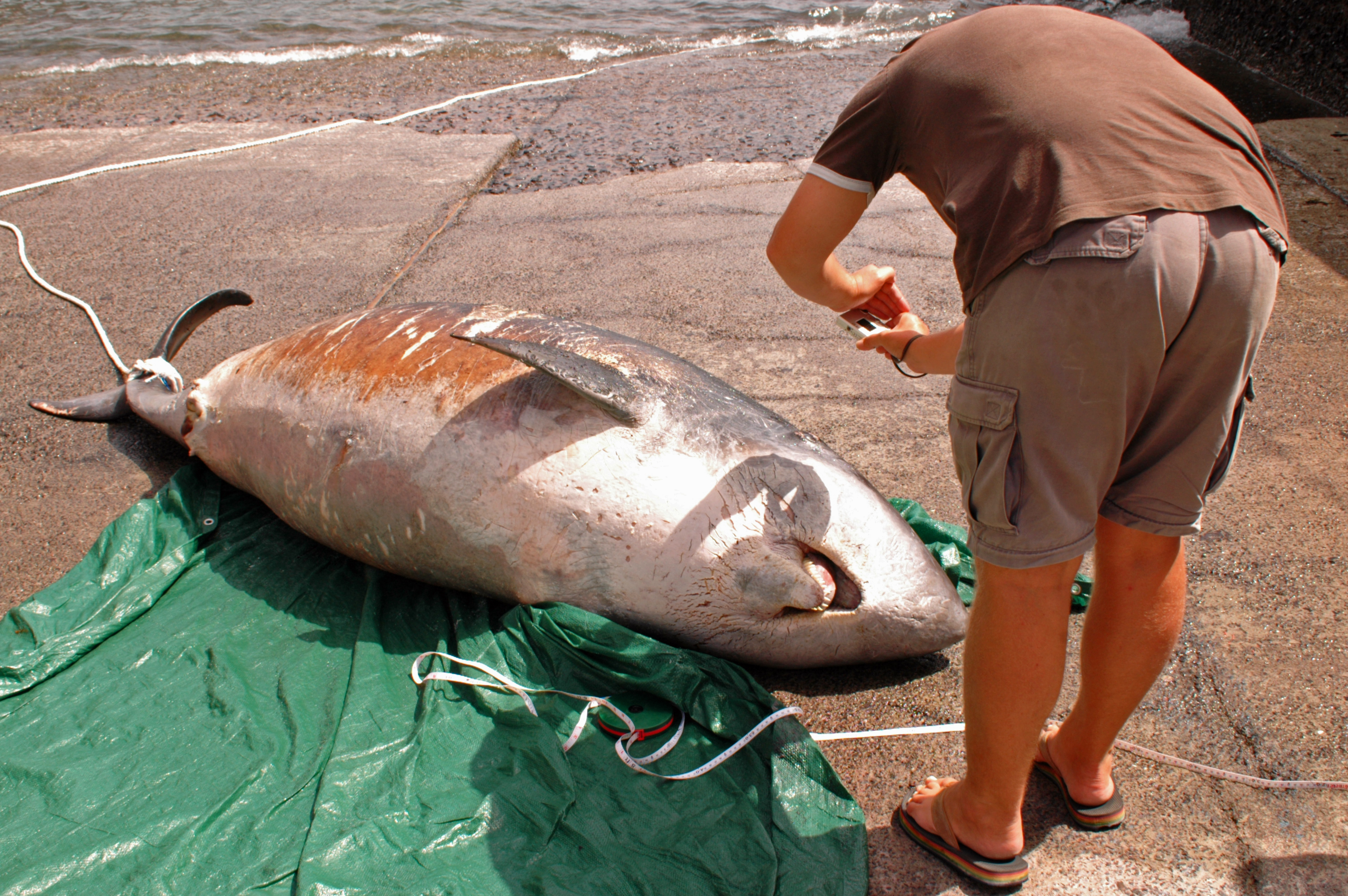
Ein Tourist fotografiert das Tier.

## Systematik
Zusammen mit dem Kleinen Pottwal bildet der Zwergpottwal die Gattung der Zwergpottwale (Kogia), die zusammen mit dem eigentlichen Pottwal meistens in einer gemeinsamen Familie der Pottwale vereint wurden, obwohl manche Zoologen sie in eine eigene Familie Kogiidae stellen. Früher hielt man beide kleinen Pottwale für eine einzige Art, erst 1966 wurde erkannt, dass es sich um zwei unterschiedliche Arten handelt.
Der Artzusatz im wissenschaftlichen Namen ist aus den lateinischen Worten brevis (kurz) und ceps (Kopf) zusammengesetzt.